# Bălteni (okręg Vaslui)
Bălteni – wieś w Rumunii, w okręgu Vaslui, w gminie Bălteni. W 2011 roku liczyła 950 mieszkańców.